# 한국증권학회
사단법인 한국증권학회(Korean Securities Association, KSA)는 증권시장과 금융산업 및 이와 관련된 분야의 연구활동 등을 통하여 증권시장과 금융산업의 발전에 기여하는 목적으로 1976년 4월 3일에 설립된 학술단체이다. 사무실은 서울특별시 영등포구 의사당대로 143 금융투자협회 6층에 있다. 관련 분야의 연구발표회 및 강연회 개최, 관련 분야의 연구 서적 발행, 국내외 단체와의 교류 등을 활동하고 있다. 학회지 《한국증권학회지》를 발간하고 있다.

## 주요 사업
- 증권시장 및 금융산업에 관한 이론과 실무에 관련된 연구
- 회지, 회보 및 연구서적의 간행
- 연구발표회 및 강연회 개최
- 본회의 목적을 같이하는 국내외 학회와의 제휴
- 전 각호 이외에 본 학회의 목적달성에 필요한 사업

## 역대 회장
| 대수   | 성명   | 소속             | 재직 기간     |
| ------ | ------ | ---------------- | ------------- |
| 제1대  | 김희집 | 고려대학교       | 1976년~1978년 |
| 제2대  | 임익순 | 연세대학교       | 1978년~1979년 |
| 제3대  | 심병구 | 서울대학교       | 1979년~1980년 |
| 제4대  | 안림   | 성균관대학교     | 1980년~1981년 |
| 제5대  | 안림   | 성균관대학교     | 1981년~1982년 |
| 제6대  | 김충극 | 단국대학교       | 1982년~1983년 |
| 제7대  | 김충극 | 단국대학교       | 1983년~1984년 |
| 제8대  | 이기을 | 연세대학교       | 1984년~1986년 |
| 제9대  | 유득준 | 이화여자대학교   | 1986년~1988년 |
| 제10대 | 지청   | 고려대학교       | 1988년~1990년 |
| 제11대 | 서상용 | 서강대학교       | 1990년~1992년 |
| 제12대 | 윤계섭 | 서울대학교       | 1992년~1994년 |
| 제13대 | 조지호 | 한양대학교       | 1994년~1996년 |
| 제14대 | 이건희 | 이화여자대학교   | 1996년~1998년 |
| 제15대 | 장영광 | 성균관대학교     | 1998년~1999년 |
| 제16대 | 윤영섭 | 고려대학교       | 1999년~2000년 |
| 제17대 | 최도성 | 서울대학교       | 2000년~2001년 |
| 제18대 | 최운열 | 서강대학교       | 2001년~2002년 |
| 제19대 | 황선웅 | 중앙대학교       | 2002년~2003년 |
| 제20대 | 이상빈 | 한양대학교       | 2003년~2004년 |
| 제21대 | 강효석 | 한국외국어대학교 | 2004년~2005년 |
| 제22대 | 허창수 | 서울시립대학교   | 2005년~2006년 |
| 제23대 | 최혁   | 서울대학교       | 2006년~2007년 |
| 제24대 | 주상용 | 홍익대학교       | 2007년~2008년 |
| 제25대 | 장범식 | 숭실대학교       | 2008년~2009년 |
| 제26대 | 김동철 | 고려대학교       | 2009년~2010년 |
| 제27대 | 최종범 | 성균관대학교     | 2010년~2011년 |
| 제28대 | 박진우 | 한국외국어대학교 | 2011년~2012년 |
| 제29대 | 김명직 | 한양대학교       | 2012년~2013년 |
| 제30대 | 김창수 | 연세대학교       | 2013년~2014년 |
| 제31대 | 길재욱 | 한양대학교       | 2014년~2015년 |
| 제32대 | 김동순 | 중앙대학교       | 2015년~2016년 |
| 제33대 | 박영석 | 서강대학교       | 2016년~2017년 |
| 제34대 | 고봉찬 | 서울대학교       | 2017년~2018년 |
| 제35대 | 장국현 | 건국대학교       | 2018년~2019년 |
| 제36대 | 신진영 | 연세대학교       | 2019년~2020년 |
| 제37대 | 안희준 | 성균관대학교     | 2020년~2021년 |
| 제38대 | 박광우 | 한국과학기술원   | 2021년~2022년 |
| 제39대 | 선정훈 | 건국대학교       | 2022년~2023년 |
| 제40대 | 신현한 | 연세대학교       | 2023년~2024년 |
| 제41대 | 이준서 | 동국대학교       | 2024년~2025년 |
| 제42대 | 전진규 | 동국대학교       | 2025년~       |

## 임원
- 회장
- 차기회장
- 부회장(총 3명)
- 부회장(당연직)
- 이사
  - 유임
  - 신임
  - 당연직
- 감사
- 총무이사
- 기금운영위원장
- AJFS 편집위원장
- 한국증권학회지 편집위원장
- 국제학술대회위원장
- 금융법률자문위원장
- 기업구조혁신위원장
- 대외협력위원장
- 선거관리위원장
- 윤리위원장
- 정책연구위원장
- 학술연구위원장

## 학술지
- 《한국증권학회지》[1]